# Федикович Павло Антонович
Павло Антонович Федикович (нар. 24 січня 1940, селі Березники, тепер Свалявського району Закарпатської області) — український радянський діяч, 1-й заступник голови Закарпатського облвиконкому — голова облагропрому, 2-й секретар Закарпатського обкому КПУ. Колишній голова Закарпатського обласного відділення Партії регіонів.

## Біографія
Трудову діяльність розпочав колгоспником. Закінчив Ужгородський державний університет, вчитель української мови і літератури.
У квітні 1958 — березні 1968 року — вчитель, заступник директора школи-санаторію «Човен» Закарпатської області.
Член КПРС з 1963 року.
У березні 1969 — грудні 1973 року — заступник голови, секретар партійної організації КПУ колгоспу «Пам'ять Ілліча» Закарпатської області.
З 1973 року — секретар Свалявського районного комітету КПУ Закарпатської області.
Освіта вища. У 1976 році закінчив агрономічний факультет Львівського сільськогосподарського інституту, вчений агроном.
У липні 1975 — серпні 1978 року — голова виконавчого комітету Свалявської районної ради народних депутатів Закарпатської області.
У вересні 1978 — серпні 1979 року — слухач Академії суспільних наук при ЦК КПРС у Москві.
У серпні 1979 — вересні 1983 року — голова виконавчого комітету Ужгородської районної ради народних депутатів Закарпатської області.
У вересні 1983 — 1987 року — 1-й секретар Свалявського районного комітету КПУ Закарпатської області.
У 1987—1989 роках — 1-й заступник голови виконавчого комітету Закарпатської обласної ради народних депутатів — голова Закарпатського обласного агропромислового комплексу.
У серпні 1989 — червні 1990 року — 2-й секретар Закарпатського обласного комітету КПУ.
У 1990 — серпні 1991 року — 1-й секретар Ужгородського районного комітету КПУ Закарпатської області.
З серпня 1991 року — генеральний директор концерну «Транскарпати», директор акціонерного товариства «Транскарпати» у місті Ужгороді.
До 1999 року був членом Всеукраїнського об'єднання «Громада». У 1999 — листопаді 2001 року — голова Закарпатського обласного відділення Партії регіонального відродження України (ПРВУ). У листопаді 2001 — лютому 2004 року — голова Закарпатського обласного відділення Партії регіонів, член Політради Партії регіонів. З 2004 року був членом партії «Відродження», членом і головою Закарпатської обласної організації Селянської партії України.
Потім працював генеральним директором товариства з обмеженою відповідальністю «С.К.», керівником виробничо-комерційної фірми «Комунальник» Ужгородського району Закарпатської області.
Обирався депутатом Закарпатської обласної ради кількох скликань.
Голова Закарпатської обласної організації Аграрного союзу України. Створив та очолює «Товариство свалявчан». Видав книжку нарисів "Свалявська формула успіху", до якої увійшли розповіді журналістів про знаних людей Свалявщини.
Ініціював, організував видання та став автором книги про аграріїв Закарпаття «Земне тяжіння», до якої увійшло 59 нарисів про людей, які присвятили своє життя аграрному господарству. 

## Нагороди
- орден «Знак Пошани»
- ордени
- медалі
- Заслужений працівник сільського господарства України